# Koffi Sama
Koffi Sama (1944) è un politico togolese.
È stato Primo ministro del Togo dal giugno 2002 al giugno 2005.

## Biografia
Sama è nato a Amoutchou nella prefettura di Ogou. È stato ministro della gioventù, dello sport e della cultura dal 1981 al 1984, direttore regionale dello sviluppo rurale e marittimo dal 1986 al 1990 e direttore generale della compagnia togolese del cotone dal 1990 al 1996, prima di tornare al governo come ministro. ha tenuto dal 1996 al 1999. 
Nelle elezioni legislative del marzo 1999, Sama è stata eletta all'Assemblea nazionale come candidato al Movimento popolare togolese (RPT) nella terza circoscrizione della prefettura di Ogou. ha corso senza opposizione e ha vinto il seggio con il 100% dei voti. Ha poi ricoperto la carica di Ministro dell'Istruzione e della Ricerca Nazionale dal 1999 al 2002. Il 7 dicembre 2000 è diventato anche Segretario Generale dell'RPT. 
Il presidente Gnassingbé Eyadéma nominò primo ministro Sama il 27 giugno 2002, sostituendo Agbeyome Kodjo; questa decisione è stata presa come parte dei preparativi per le elezioni parlamentari tenute nel corso dell'anno. Dopo la morte di Eyadema, il 5 febbraio 2005, Sama, come primo ministro, annunciò la notizia, definendola "un disastro nazionale". Sama lasciò l'ufficio il 9 giugno 2005, quando gli succedette Edem Kodjo. 
Dopo essere diventato primo ministro, Sama divenne consigliere speciale del presidente Faure Gnassingbe, con il grado di ministro; egli rimane in questo posto dal 2008. È stato a capo della Comunità economica della Missione di osservatori degli Stati dell'Africa occidentale (ECOWAS) nelle elezioni presidenziali di Mali nell'aprile 2007. 
Sama era un membro del RPT College of Sages.